# Sky Sports
Sky Sports – sportowa stacja telewizyjna w Wielkiej Brytanii.
Kanał rozpoczął nadawanie 25 marca 1990 roku.